# Capitulació

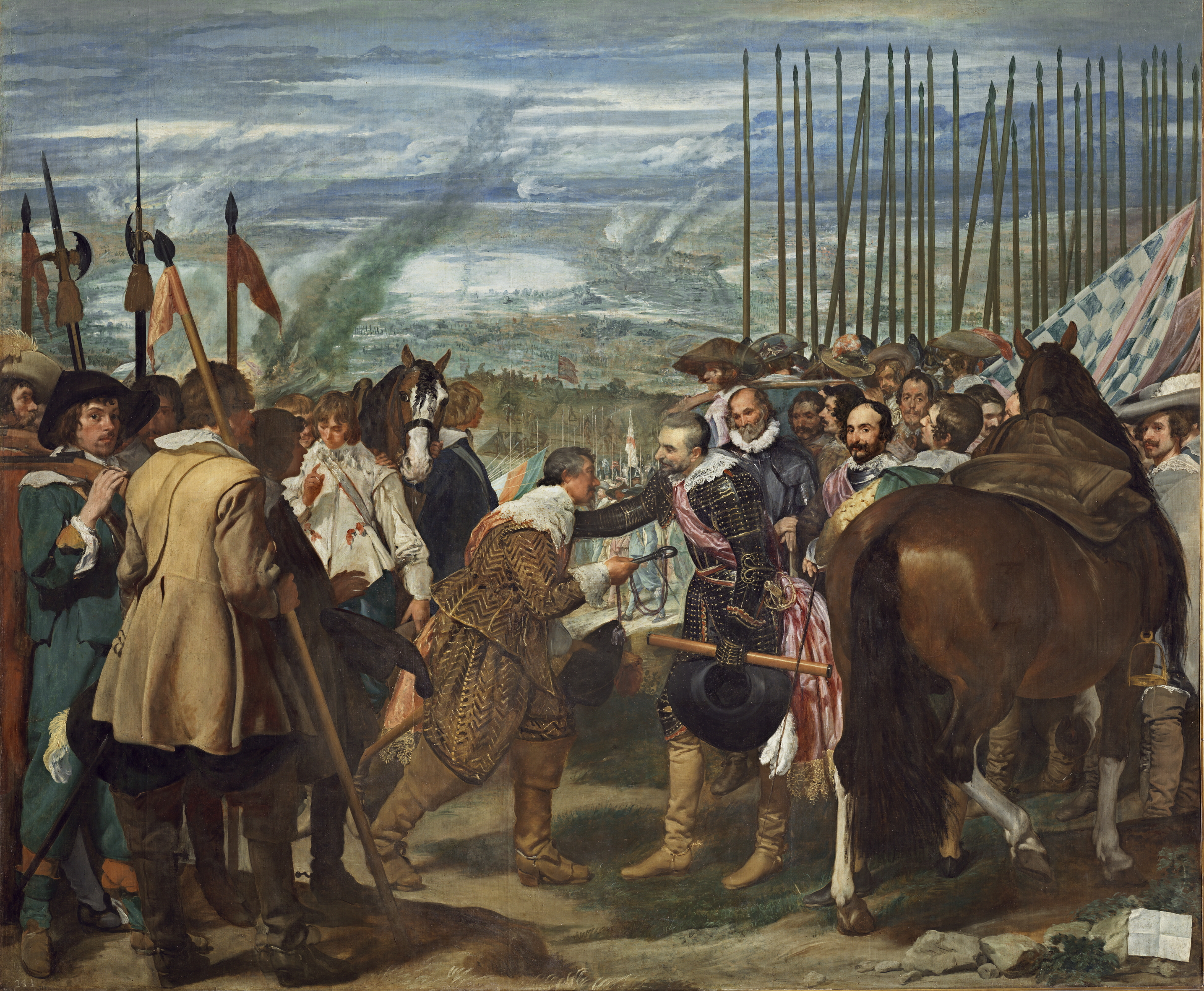
La rendició de Breda (Velázquez).
La ciutat neerlandesa de Breda capitulà el 5 de juny de 1625 després del llarg setge. La guarnició holandesa sortí formada en ordre militar, amb les seves banderes desplegades al capdavant. El comandant holandès derrotat, Justinus van Nassau, fou cavallerosament pel comandant vencedor, el genovès al servei de la Casa d'Àustria Ambrosi Spinola

Capitulació o rendició condicional és el pacte amb què una plaça assetjada o una força armada accepta rendir-se voluntàriament a una força enemiga en una batalla. Rep el nom de capitulació perquè el pacte de rendició queda escrit en capítols, raó per la qual també se l'anomena rendició condicional, doncs la força que es rendeix ho fa només si s'accepten una sèrie de condicions; altrament, si les condicions no fossin acceptades, no es produeix la rendició voluntària i la batalla continua.

## Avantatges mutus d'una rendició condicionada
Enmig d'un conflicte armat, i quan és evident per a ambdós bàndols que la victòria serà per a un dels contendents, la capitulació aporta avantatges per tant per a vencedors com per a vençuts; les forces que estan a punt de ser vencedores obtenen la victòria abans que no ho aconseguirien si la batalla hagués de continuar fins al final, estalviant-se la mort -innecessària- dels seus soldats per a aconseguir una victòria que ja és evident que aconseguiran, més tard o més d'hora; aconseguint la victòria de manera negociada, l'objectiu de la batalla, podran continuar dedicant els seus recursos i homes a la següent batalla en millors condicions que no ho farien si haguessin de prosseguir lluitant i patint baixes fins al final. Les forces que estan a punt de ser derrotades no poden evitar de cap manera la inevitable derrota, però mitjançant la capitulació s'estalvien la mort dels soldats que d'aquesta manera esdevindran presoners de guerra i, per tant, seran susceptibles d'entrar en un intercanvi de presoners en el futur, de manera que el seu exèrcit, malgrat haver perdut aquesta batalla, podrà reposar molt més ràpidament les seves tropes amb aquests homes, ja veterans de guerra, que no pas si haguessin mort lluitant en una batalla que de totes maneres ja estava perduda i havent de recórrer a noves lleves de soldats novells i inexperts per a prosseguir la guerra.
Així mateix i en funció de l'estat en què es trobi una batalla o un setge, les tropes que estan a punt de ser derrotades poden aconseguir d'altres avantatges; així per exemple les capitulacions amb honors d'una plaça militar suposen que una guarnició que defensa una fortalesa l'abandona voluntàriament però els seus homes queden lliures per a continuar combatent, de manera que només es tracti d'un intercanvi en la possessió de la fortalesa sense que hi hagi presoners. Les capitulacions amb honors inclouen la sortida triomfal de la fortalesa de les tropes derrotades, que desfilen davant les tropes vencedores amb les banderes desplegades i les armes carregades; tals situacions només són viables quan es confia en la paraula d'honor dels comandants respectius.